# Котельників (хутір)
Котельників (рос. Котельников) — хутір у Котельніковському районі Волгоградської області Російської Федерації.
Населення становить 748 осіб. Входить до складу муніципального утворення Котельниковське сільське поселення.

## Історія
Хутір розташований у межах українського історичного та культурного регіону Жовтий Клин.
Згідно із законом від 14 березня 2005 року № 1028-ОД органом місцевого самоврядування є Котельниковське сільське поселення.

## Населення
| 2010 |
| ---- |
| 748  |